# Championnat d'Irlande du Nord de football 1998-1999
Navigation
Édition précédente Édition suivante
Le 97e Championnat d'Irlande du Nord de football se déroule en 1998-1999. Glentoran FC remporte son vingtième titre de champion d’Irlande du Nord avec huit points d’avance sur le deuxième Linfield FC. Crusaders FC, complète le podium.  
Les équipes jouent en tout 36 matchs. Elles affrontent donc tous leurs adversaires quatre fois, deux fois à domicile et deux fois à l’extérieur.
Un système de promotion/relégation reste en place mais est modifié. En fin de saison le dernier de première division est remplacé par le premier de deuxième division. Ards FC descend et est remplacé par Newry Town
L’avant dernier de première division rencontre en batch de barrage aller-retour le deuxième de deuxième division.
Cliftonville FC bat Ards FC et se maintient dans l’élite.
Avec 19 buts marqués en 36 matchs,  Vinny Arkins  de Portadown FC remporte pour la deuxième fois consécutive le titre de meilleur buteur de la compétition.

## Les 10 clubs participants
| Club                                  | Stade             | Capacité | Ville     |
| ------------------------------------- | ----------------- | -------- | --------- |
| Ballymena United                      | The Showgrounds   | 7 500    | Ballymena |
| Cliftonville FC                       | Solitude          | 7 200    | Belfast   |
| Coleraine FC                          | The Showgrounds   | 6 600    | Coleraine |
| Crusaders FC                          | Seaview           | 9 100    | Belfast   |
| Glenavon FC                           | Mourneview Park   | 7 300    | Lurgan    |
| Glentoran FC                          | The Oval          | 14 100   | Belfast   |
| Linfield FC                           | Windsor Park      | 20 500   | Belfast   |
| Newry Town                            | The Showgrounds   | 6 500    | Newry     |
| Omagh Town Football and Athletic Club | St. Julian's Road | 5 000    | Omagh     |
| Portadown FC                          | Shamrock Park     | 5 800    | Portadown |

## Compétition

### Classement
Le classement est établi sur le barème de points classique (victoire à 3 points, match nul à 1, défaite à 0).
| Rang | Équipe            | Pts | J  | G  | N  | P  | Bp | Bc | Diff |
| ---- | ----------------- | --- | -- | -- | -- | -- | -- | -- | ---- |
| 1    | Glentoran FC      | 78  | 36 | 24 | 6  | 6  | 74 | 35 | +39  |
| 2    | Linfield FC       | 70  | 36 | 20 | 10 | 6  | 68 | 39 | +29  |
| 3    | Crusaders FC      | 62  | 36 | 18 | 8  | 10 | 48 | 39 | +9   |
| 4    | Newry Town        | 60  | 36 | 17 | 9  | 10 | 52 | 46 | +6   |
| 5    | Glenavon FC       | 51  | 36 | 13 | 12 | 11 | 49 | 35 | +14  |
| 6    | Ballymena United  | 41  | 36 | 11 | 8  | 17 | 40 | 42 | -2   |
| 7    | Coleraine FC      | 39  | 36 | 10 | 9  | 17 | 34 | 53 | -19  |
| 8    | Portadown FC C    | 37  | 36 | 9  | 10 | 17 | 41 | 47 | -6   |
| 9    | Cliftonville FC T | 35  | 36 | 7  | 14 | 15 | 31 | 47 | -16  |
| 10   | Omagh Town        | 21  | 36 | 5  | 6  | 25 | 25 | 79 | -54  |

| Légende : Qualifications et relégations | Légende : Qualifications et relégations                                      |
| --------------------------------------- | ---------------------------------------------------------------------------- |
|                                         | Ligue des champions de l'UEFA 1999-2000                                      |
|                                         | Coupe UEFA 1999-2000                                                         |
|                                         | Relégation en deuxième division                                              |
|                                         | Barrage de relégation contre le deuxième de D2                               |
|                                         | T : Tenant du titre C : Vainqueurs de la Coupe d'Irlande du Nord de football |

#### Matchs de barrages
|  | Cliftonville FC | 4-2 et 1-0 | Ards FC |  |  |
|  |                 |            |         |  |  |

## Bilan de la saison
| Tableau d'Honneur                         |              |
| Compétition                               | Vainqueur    |
| Championnat d'Irlande du Nord de football | Glentoran FC |
| Coupe d'Irlande du Nord de football       | Portadown FC |

| Promotions et relégations |               |
| Relégués                  | Omagh Town    |
| Promus                    | Distillery FC |

## Statistiques

### Meilleur buteur
1. Vinny Arkins, Portadown FC, 19 buts